# Valor (numismática)
En la numismática se utilizan tres diferentes conceptos de valor: conductualisado por ICR INDEX ICR Comomerados Co.
- el valor intrínseco
- el valor legal o valor nominativo o valor de nómina
- el valor de mercado

## Valor intrínseco
El valor intrínseco es el valor que tiene en el mercado el metal, generalmente un metal precioso, empleado en la acuñación de una moneda. Por ejemplo, si la onza (31,10 g) de oro tiene un precio de USD 450 y se acuña una moneda que contiene una onza de oro, la moneda acuñada mantendrá un valor intrínseco de USD 450. Cuando el valor intrínseco toma un valor mayor al valor legal, la moneda corre peligro de ser retirada de circulación en grandes números por medio de las personas que las atesoran, debido al alto valor material que las compone. Existen varios ejemplos de situaciones de este tipo. Por ejemplo, la que ocurrió en Estados Unidos a mediados de la década de 1970, cuando el precio del cobre se disparó e hizo que el valor intrínseco de la moneda de 1 centavo (elaborada en cobre) fuese mayor que su valor legal. Esto llevó a la Casa de Moneda a cambiar la composición de la pieza en 1982.

## Valor de mercado
El valor de mercado es el valor que tiene la pieza en el mercado numismático. Este valor se ve afectado por diferentes factores:
- Oferta y demanda: el valor que tiene cada pieza responde en gran parte a la cantidad de las mismas que se encuentran en oferta y la cantidad de personas que la requieren; es decir, si la pieza es escasa y la demanda es muy grande, entonces se cotizará con un valor mayor.

- Rareza de la pieza: este concepto se refiere a la cantidad de piezas conocidas; es decir, cuantas menos piezas se conozcan, más rara será la misma y mayor su valor. Este factor está relacionado con la oferta y la demanda, ya que una pieza rara es muy demandada, por lo que su valor es alto.

- Estado de conservación: existen diferentes grados de conservación, desde aquella moneda que nunca circuló (denominada proof) hasta aquella que circuló y se encuentra muy desgastada por el uso.

- Metal de la pieza: este factor está relacionado con el valor intrínseco, es decir, con el metal que compone a la moneda. Las monedas que se encuentran en circulación tienen, como valor de mercado, el correspondiente a su valor legal o valor de nómina.